# سلف مشترك
السلف المشترك (بالإنجليزية: Common Descent)‏ في التطور هي نظرية تقول أن جميع الأحياء على سطح الأرض لها أصل مشترك اقترح تشارلز داروين نظرية السلف المشترك للأحياء خلال عملية تطورية في كتابه أصل الأنواع قائلا: «هناك عظمة في هذه النظرة للحياة؛ فبكل قواها المتعددة قد نُفخت في أنواع قليلة أو نوع واحد.»
ويعتقد أن السلف الشامل الأخير، الذي هو عبارة عن أحدث سلف مشترك لكل الكائنات الحية، قد عاش على الأرض منذ 3.9 مليار سنة.

## تاريخ النظرية
في الأربعينيات من القرن التاسع عشر، قدّم عالم الرياضيات الفرنسي بيير لويس موبرتوس Pierre Louis Maupertuis أول اقتراح معروف مفاده أن جميع الكائنات الحية لها سلف مشترك، وقد تباعدت من خلال التباين العشوائي والانتقاء الطبيعي. قال موبرتوس في مقالة له بعنوان Essai de cosmologie"" في عام 1750:
«قد لا نقول أنه في المزيج المحظور من إنتاجات الطبيعة منذ أن تلك الكائنات هي فقط التي تستطيع البقاء في مؤسساتها التي كانت توجد فيها درجة معينة من التكيف، لا يوجد شيء غير عادي في حقيقة أن مثل هذا التكيف موجود بالفعل في كل هذه الأنواع التي توجد الآن».
في عام 1790، كتب الفيلسوف إيمانويل كانت في مقالته Kritik der Urteilskraft (نقد الحكم) أن تشابه الأشكال الحيوانية يشتمل على نوعٍ أصلي شائع وبالتالي والد شائع. في عام 1794، سُئل جد تشارلز داروين الذي يُسمى إيراسموس داروين:
كانت آراء تشارلز داروين حول الأصل المشترك كما عُبِّر عنها في كتاب «أصل الأنواع» أنه من المحتمل أن يكون هناك سلف واحد فقط لجميع أشكال الحياة حيث قال:
لكنه يسبق هذه الملاحظة ويقول: «أن القياس سيؤدي بي إلى خطوة أخرى نحو الأمام أي إلى الاعتقاد بأن جميع الحيوانات والنباتات قد انحدرت من نموذج أولي واحد. لكن القياس قد يكون دليلًا خادعًا»، وأكّد في الطبعة اللاحقة:
لقد قُبلت النسب المشتركة على نطاقٍ واسع بين الأوساط العلمية بعد نشر داروين. في عام 1907، علق Vernon Kellogg على أنه «لا يوجد من الناحية الطبيعية من يشغلون المنصب والتحصيل المعترف به يشك في نظرية النسب».
في عام 2008، قال عالم الأحياء T. Ryan Gregory: «لم يُعثر على أي ملاحظة موثوقة تتناقض مع الفكرة العامة للنسب المشترك. لا ينبغي أن يكون مفاجئًا إذن أن المجتمع العلمي عمومًا قد قبل النزول التطوري كواقع تاريخي منذ زمن داروين ويعتبره من بين الحقائق الأكثر وثوقية والأهمية الأساسية في كل العلوم».

## أدلة السلف المشترك

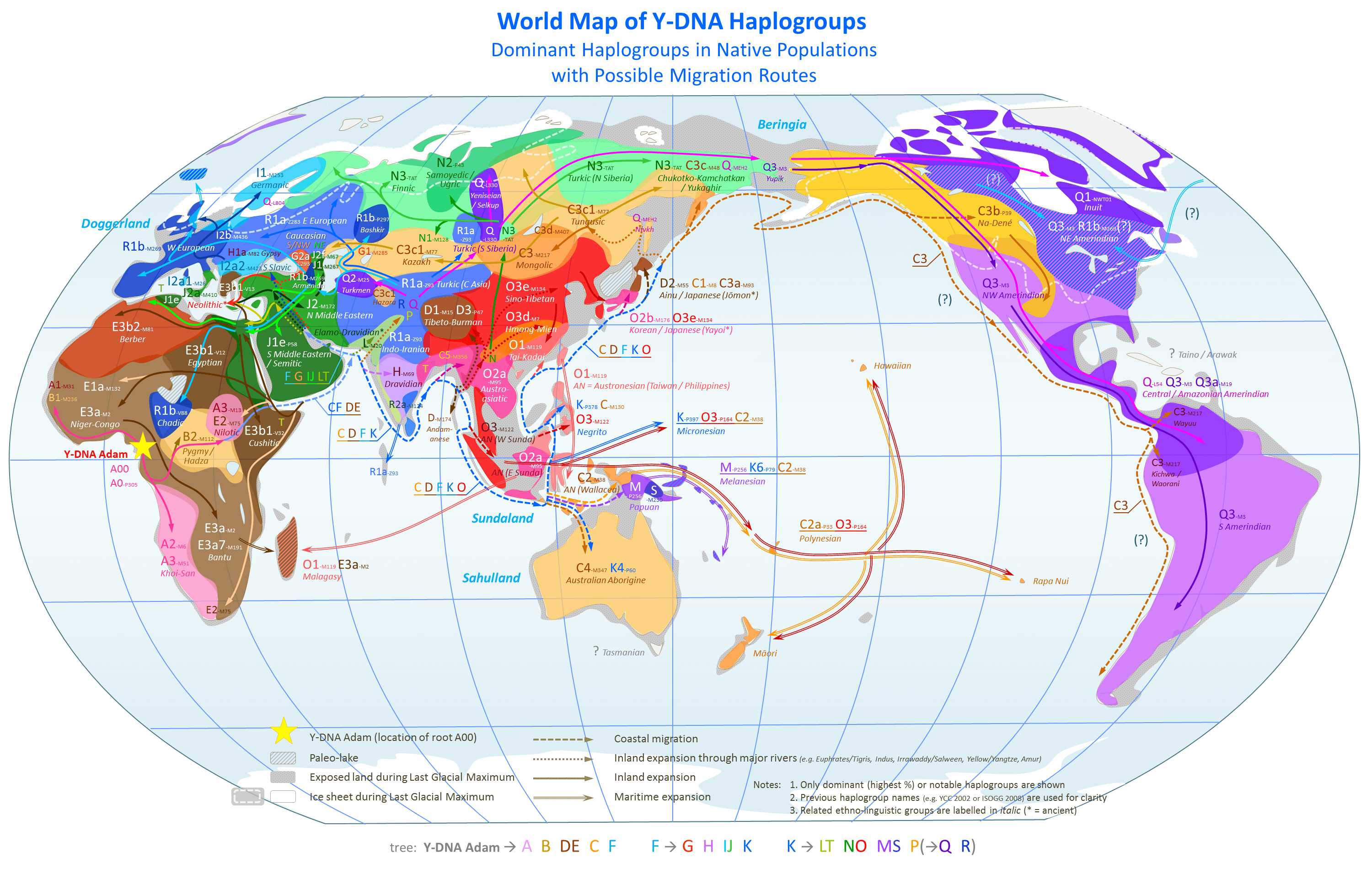
هابلوغروبات الصبغي Y
المنتشرة غالبا في سكان العالم قبل عهد الاستعمار (أي قبل اختلاط الأوروبيين بشعوب أخرى) ، وهي تشير إلى أن انتشار البشر على الأرض كان على امتداد السواحل.

### وجود شفرة جينية وكيمياء-حيوية مشتركة
كل أنواع الحياة المعروفة مبنية على نفس التنظيم البيو كيميائي الأساسي: معلومات جينية تسجل على الDNA تنسخ إلى الRNA من خلال تأير البروتين وانزيمات الRNA ثم تترجم إلى بروتينات بواسطة الريبوسومات مع الATP والNADH ومصادر طاقة أخرى. هذا إلى جانب ان الشفرة الجينية متطابقة تقريبا في كل الأحياء من البكتيريا حتى الإنسان. يعتبر البيولوجيون ان اشتراك جميع الكائنات الحية في وجود هذا الجين هو دليل حاسم على وجود سلف مشترك. كما ان تحليل الاختلافات الصغيرة في الشفرة الجينية دعمت وجود سلف مشترك.

### الكيمياء الحيوية المشتركة
تستند جميع أشكال الحياة المعروفة إلى نفس المنظمة الكيميائية الحيوية الأساسية كالمعلومات الوراثية المشفرة في الحمض النووي والمنقولة إلى الحمض النووي الريبي من خلال تأثير أنزيمات البروتين والحمض النووي الريبي ثم ترجمتها إلى بروتينات بواسطة الريبوسومات (متشابهة للغاية)، مع ثلاثي فوسفات الأدينوسينATP وفوسفات ثنائي نيوكليوتيد الأدينين وأميد النيكوتين (NADPH) وغيرها كمصادر للطاقة.
يدعم تحليل الاختلافات الصغيرة في المواد المشتركة على نطاقٍ واسع مثل "السيتوكروم ج" الأصل المشترك العالمي. يوجد حوالي 23 بروتينًا في جميع الكائنات الحية، وتعمل كأنزيمات تؤدي وظائف أساسية مثل تكرار الحمض النووي. إن حقيقة وجود مجموعة واحدة فقط من هذه الإنزيمات هي دليل مقنع على أصل واحد. حُدِد 6331 جينًا مشتركًا بين جميع الحيوانات الحية ربما نشأت هذه من سلف مشترك واحد عاش قبل 650 مليون سنة في منطقة ما قبل الكمبري.

### الشفرة الوراثية الشائعة
إن الشفرة الوراثية («جدول الترجمة» الذي تُترجم بموجبه معلومات الحمض النووي إلى أحماض أمينية وبالتالي البروتينات) متطابقة تقريبًا لجميع أشكال الحياة المعروفة من البكتيريا والعتيقة إلى الحيوانات والنباتات. يعتبر علماء الأحياء عمومًا أن هذه الشفرة تُعتبر دليلًا قاطعًا لصالح الأصل المشترك العالمي.
يبدو أن الطريقة التي تُرّمز بها الكودونات (الحمض النووي الثلاثي) للأحماض الأمينية قد تحسنت بشدة.
```
يجادل ريتشارد إيجل بأن السلاسل الجانبية غير القطبية جيدة التنظيم بشكلٍ خاص مما يوحي بأن هذه الكائنات المبكرة مكَّنت الكائنات الببتيدية من تكوين مناطق ببتيد ذات مناطق طاردة للماء قادرة على دعم تفاعلات تبادل الإلكترون (Redox) الأساسي لنقل الطاقة.
[
12
]
```

### أوجه التشابه الأخرى
يشير علماء الأحياء في كثيرٍ من الأحيان إلى القياس الكمي للعالمية للعديد من جوانب الحياة الخلوية كدليل داعم للأدلة الأكثر إقناعًا المذكورة أعلاه. تتضمن أوجه التشابه هذه حاملة الطاقة الأدينوسين ثلاثي الفوسفات (ATP). ومع ذلك، من الممكن أن تكون أوجه التشابه هذه ناتجة عن قوانين الفيزياء والكيمياء وليس من خلال النسب المشتركة العالمية وبالتالي أدت إلى تطور متقارب. في المقابل، هناك أدلة على تماثل الوحدات الفرعية المركزية لأنزيم ادينوسين ثلاثي الفوسفات ((ATPases عبر الغشاء في جميع الكائنات الحية وخاصة كيفية ارتباط العناصر الدوارة بالغشاء.

### الأشجار التطورية
هناك دليل مهم آخر يتمثل في الأشجار التطورية التفصيلية (أي «أشجار الأنساب» للأنواع) التي ترسم التقسيمات المقترحة والأسلاف المشتركة لجميع الأنواع الحية. في عام 2010، نشر دوغلاس ل. ثيوبالد تحليلًا إحصائيًا للبيانات الوراثية المتاحة ورسمها على الأشجار التطورية والتي أعطت دعمًا كميًا قويًا عن طريق اختبارٍ رسمي لوحدة الحياة.

## الاعتراضات المحتملة

### التحليل التطوري لتبادل سحب الجينات
أشار Theobald إلى أن النقل الجيني الأفقي الكبير كان يمكن أن يحدث أثناء التطور المبكر. تبقى البكتيريا اليوم قادرة على تبادل الجينات بين الأنساب ذات الصلة البعيدة. هذا يضعف الافتراض الأساسي للتحليل التطوري بأن تشابه الجينوم ينطوي على أصل مشترك لأن التبادل الجيني الكافي من شأنه أن يسمح للسلالات بمشاركة جزء كبير من جينومها سواء تقاسموا سلفًا أم لا.

### تطور متقارب
إذا كانت الكائنات المبكرة مدفوعة بنفس الظروف البيئية لتطور الكيمياء الحيوية المتقاربة، فقد تكون قد اكتسبت تسلسلات وراثية مماثلة بشكلٍ مستقل. وفقًا لذلك، انتُقد «الاختبار الرسمي» من قِبل تاكاهيرو يونيزاوا وزملاؤه لعدم احتوائه على مسألة التقارب.